# Lista imaginilor aniversare Hubble
Lista imaginilor aniversare Hubble este o listă de imagini lansate pentru a sărbători aniversările Telescopului Spațial Hubble. I se sărbătorește „ziua de naștere” la data de 24 aprilie, fiind lansat pe orbită la 24 aprilie 1990, de către echipajul Space Shuttle Discovery.

## A 15-a aniversare (2005)
Cea de-a 15-a aniversare, în 2005, a fost sărbătorită cu o colecție de imagini a galaxiei M51  dar și cu o secțiune a nebuloasei Vulturul. A 15-a aniversare a inclus și lansarea în mai multe limbi a videoclipului Hubble — 15 Years of Discovery.

A 15-a aniversare - 2005 – M51, Galaxia Vâltoare, incluzând NGC 5194 și NGC 5195.

## A 17-a aniversare (2007)
Celebrarea celei de-a 17-a aniversari a prezentat o panoramă a unei părți din Nebuloasa Carina și o colecție de imagini selectate din acea zonă.

A 17-a aniversare - 2007 – o parte din Nebuloasa Carina, inclusiv sistemul de stele WR 22 și roiul de stele Trumpler 14

„În cei 17 ani de explorare a cerurilor, Telescopul spațial Hubble al NASA a făcut aproape 800.000 de observații și a surprins aproape 500.000 de imagini cu peste 25.000 de obiecte cerești. Hubble nu călătorește la stele, planete și galaxii. Face poze cu ele în timp ce se învârte în jurul Pământului la 17.500 mile pe oră. În viața sa de 17 ani, telescopul a făcut aproape 100.000 de călătorii în jurul planetei noastre.”—A 17-a aniversare - Comunicat de presă

## A 18-a aniversare (2008)
59 de imagini ale galaxiilor care fuzionează au fost lansate pentru a 18-a aniversare la 24 aprilie 2008.

## A 19-a aniversare (2009)

A 19-a aniversare - 2009 – Arp 194

## A 20-a aniversare (2010)

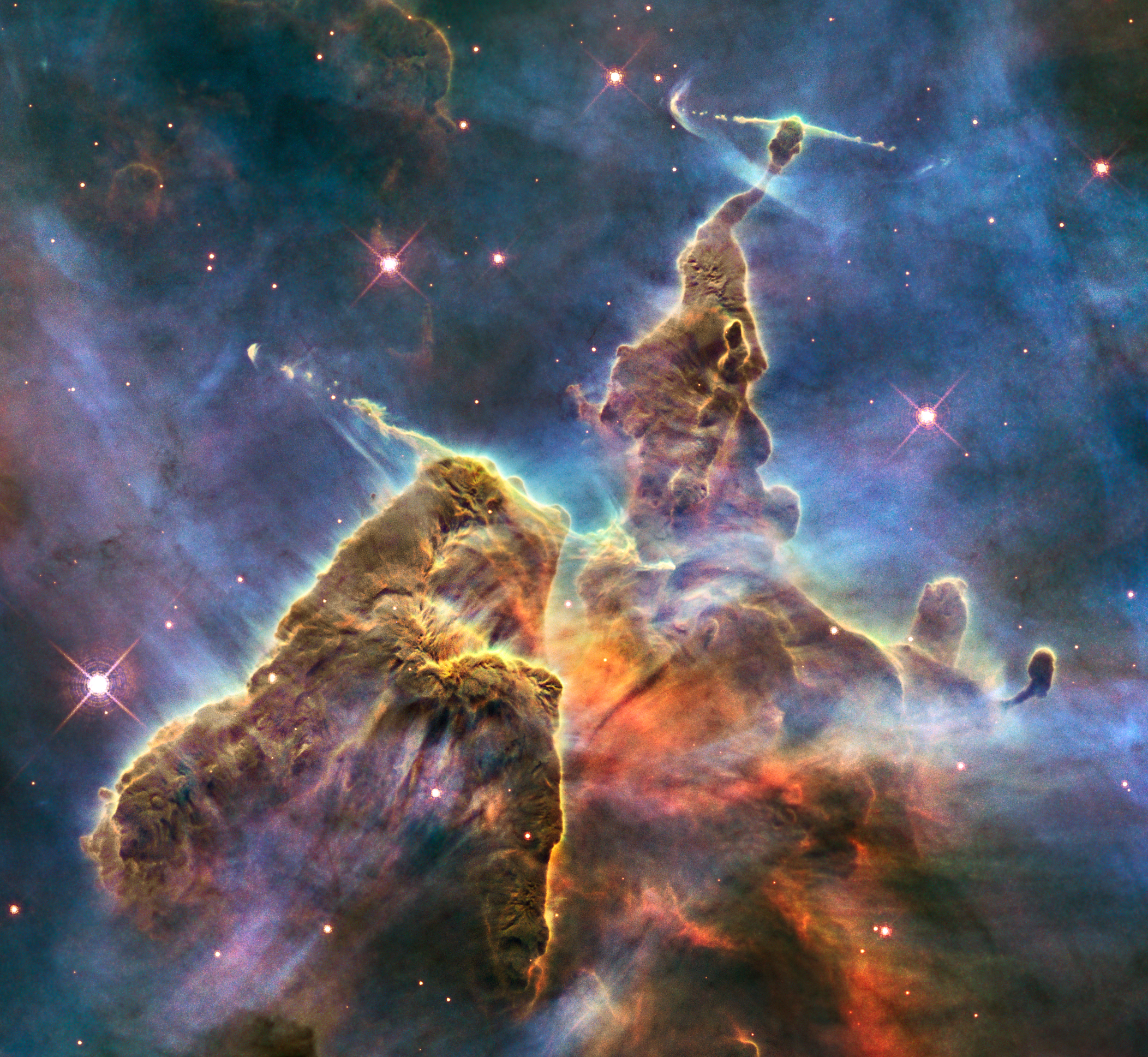
A 20-a aniversare - 2010 – 'Muntele Mistic' în Nebuloasa Carina

## A 21-a aniversare (2011)

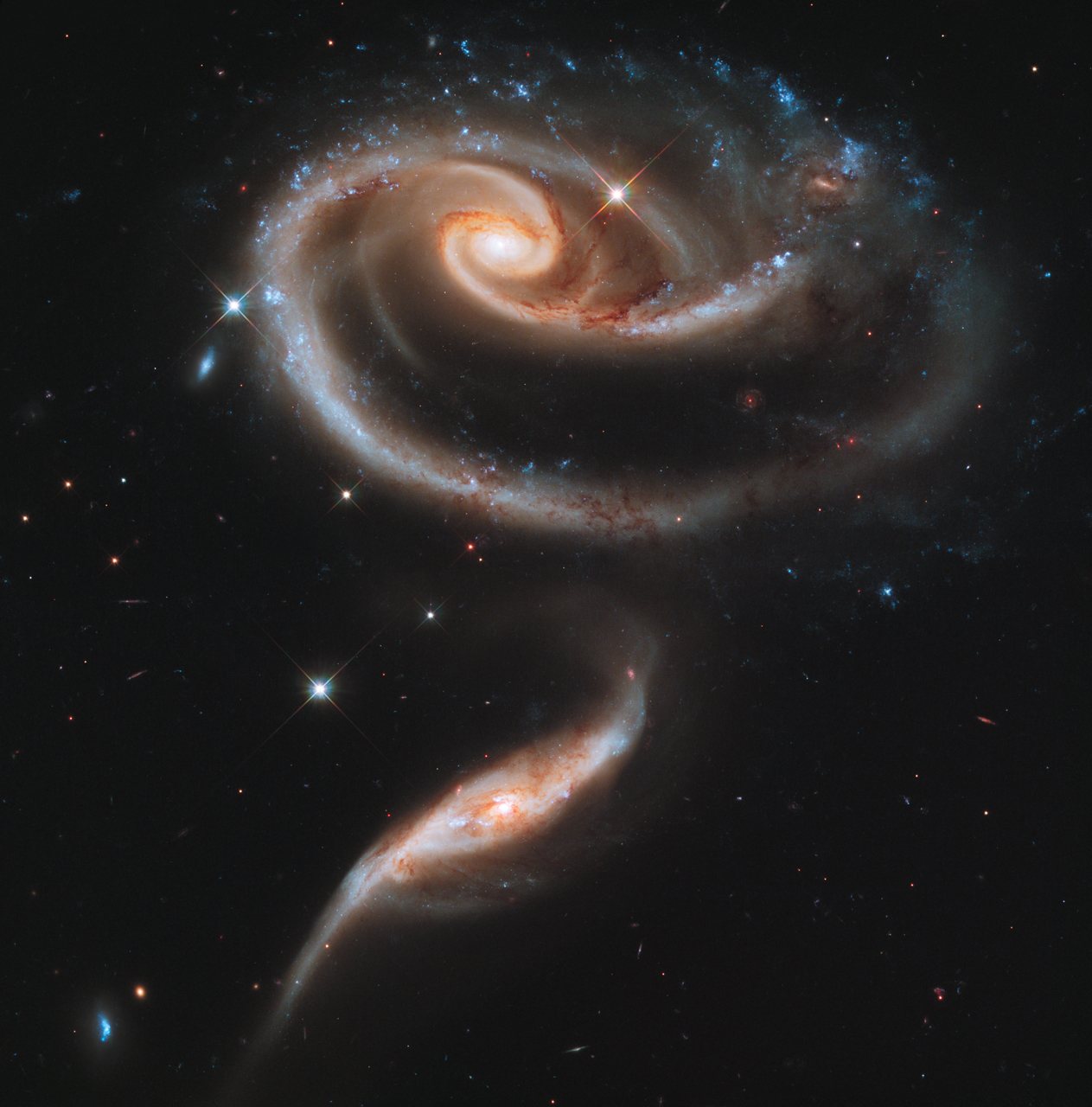
A 21-a aniversare - 2011 – Arp 273, care este UGC 1810 și UGC 1813, numită „trandafir” de galaxii în această versiune.

## A 22-a aniversare (2012)

A 22-a aniversare - 2012 – 30 Doradus în Nebuloasa Tarantula

## A 23-a aniversare (2013)

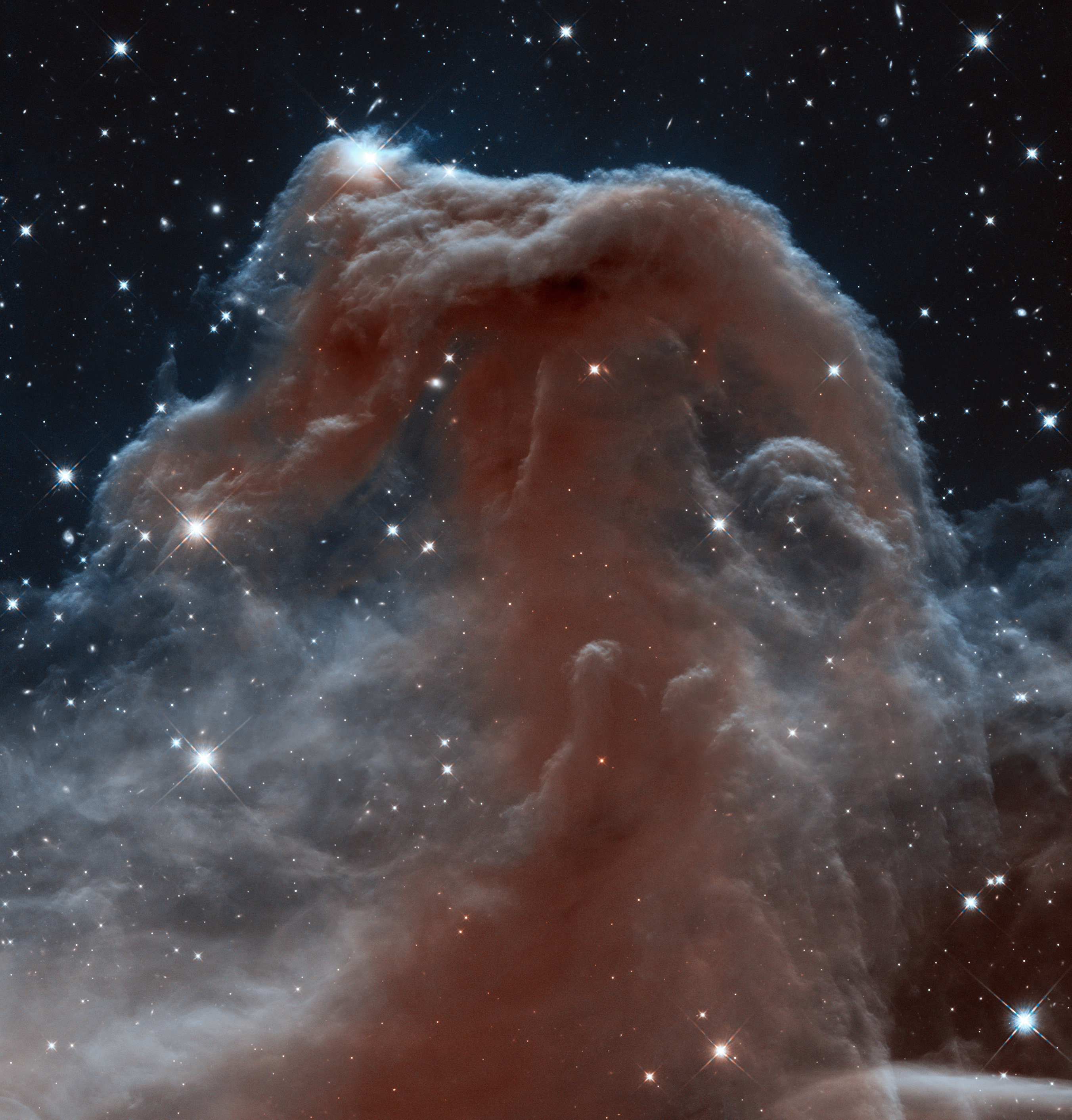
A 23-a aniversare - 2013 – Nebuloasa Cap de Cal în lumina infraroșie

## A 24-a aniversare (2014)

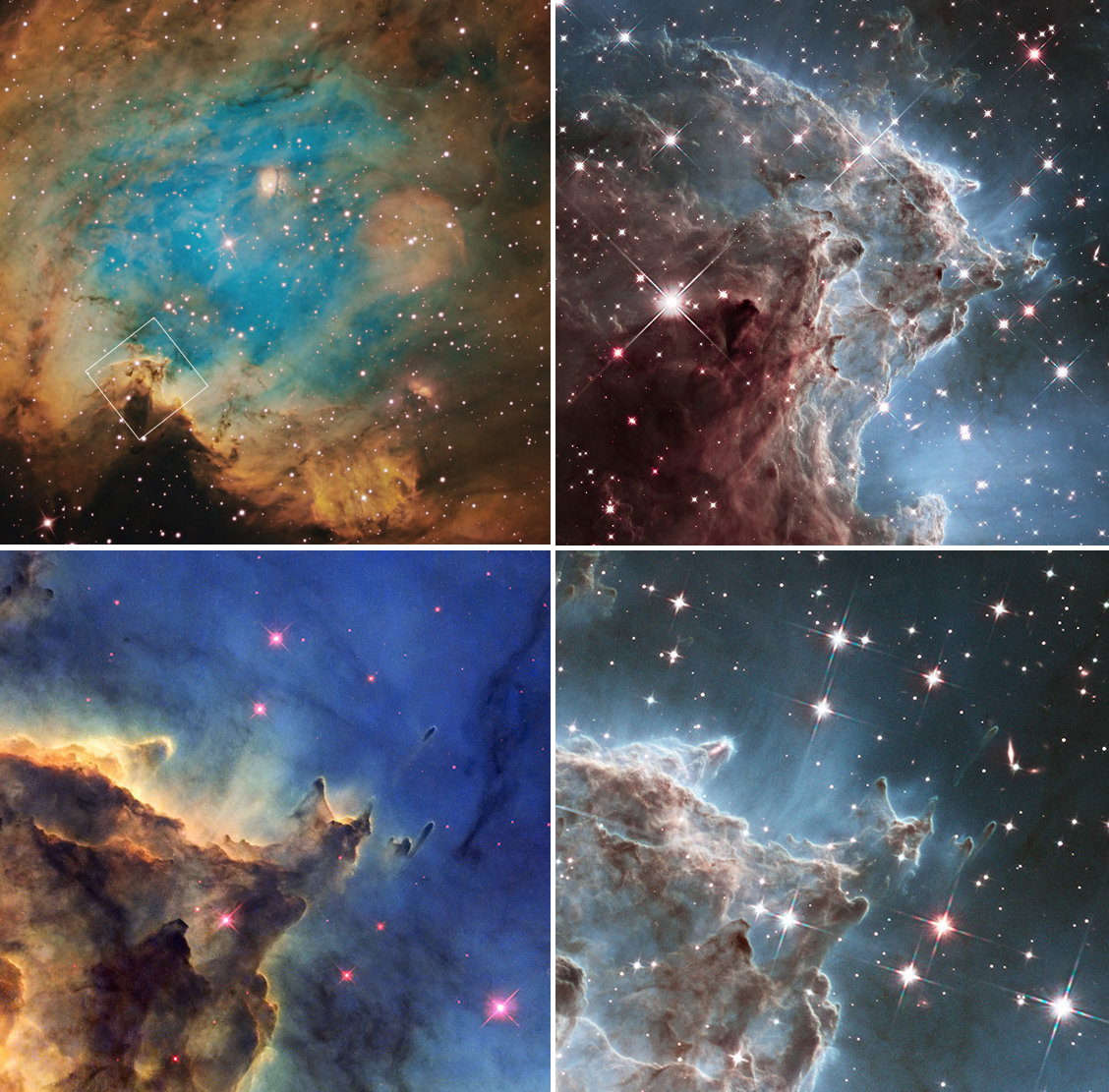
A 24-a aniversare - 2014 – Un set de imagini infraroșii ale Nebuloasei Cap de Maimuță inclusiv NGC 2174 și Sharpless Sh2-252.

## A 25-a aniversare (2015)

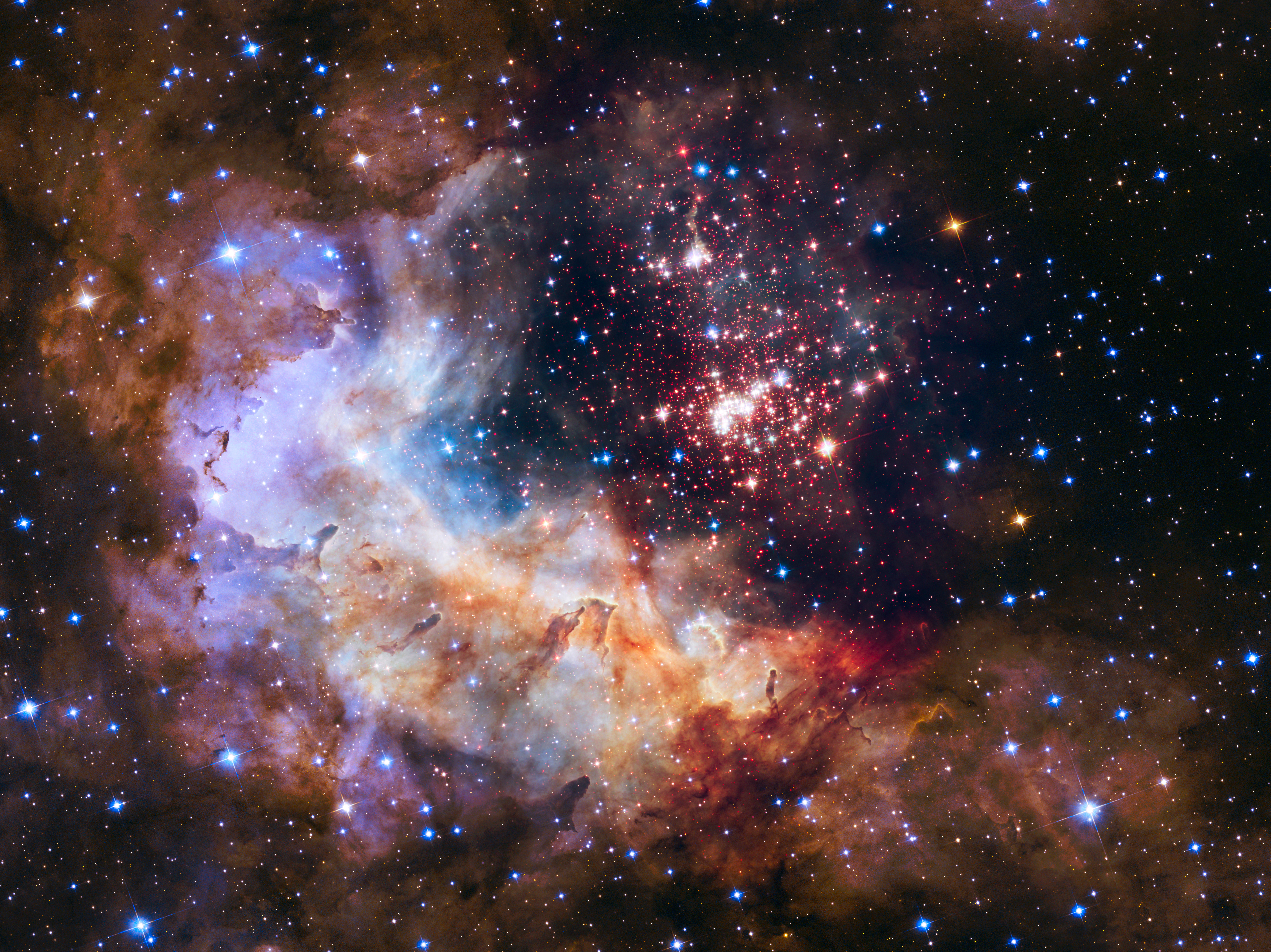
A 25-a aniversare - april 2015 – Westerlund 2

## A 26-a aniversare (2016)

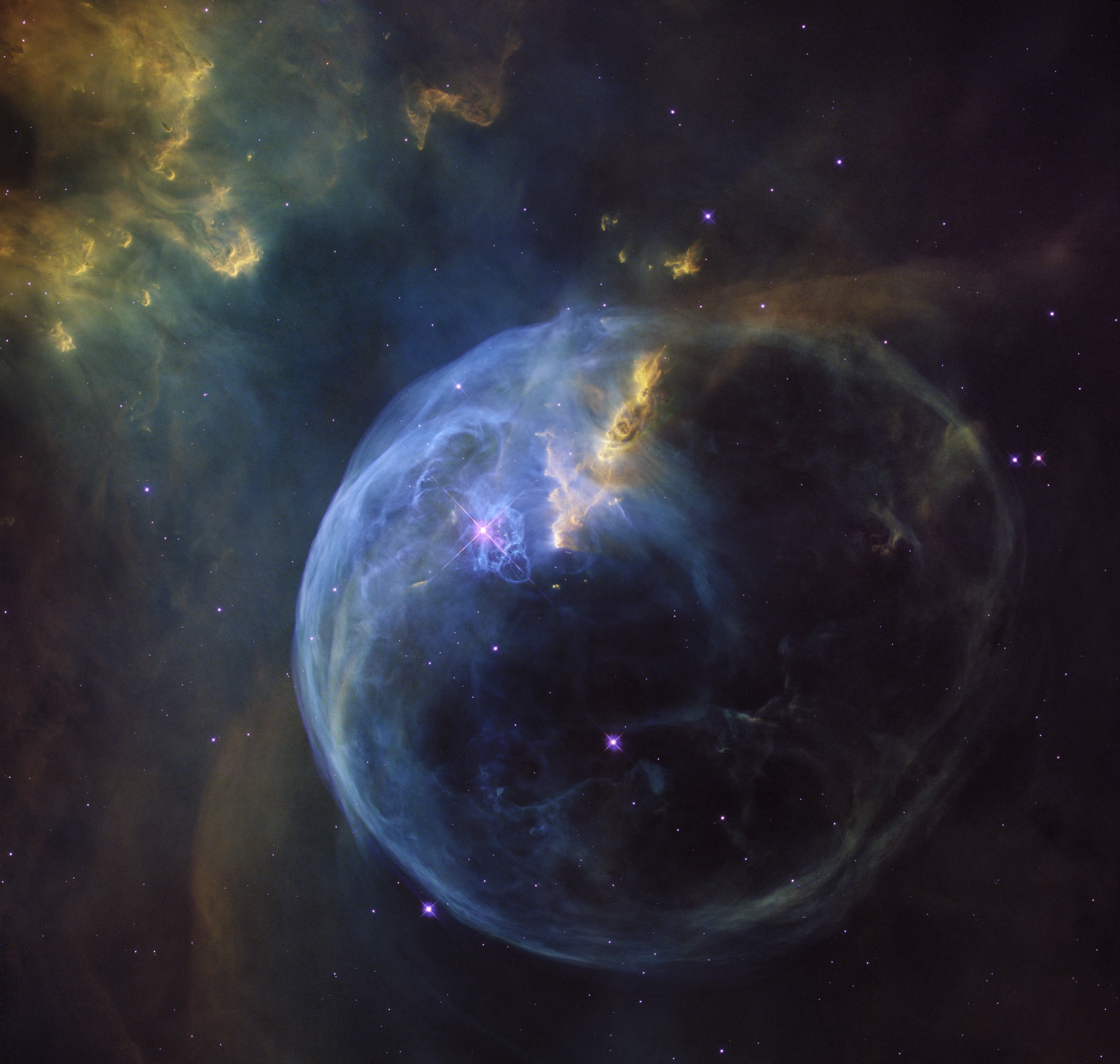
A 26-a aniversare - aprilie 2016 – Nebuloasa Bula.

## A 27-a aniversare (2017)

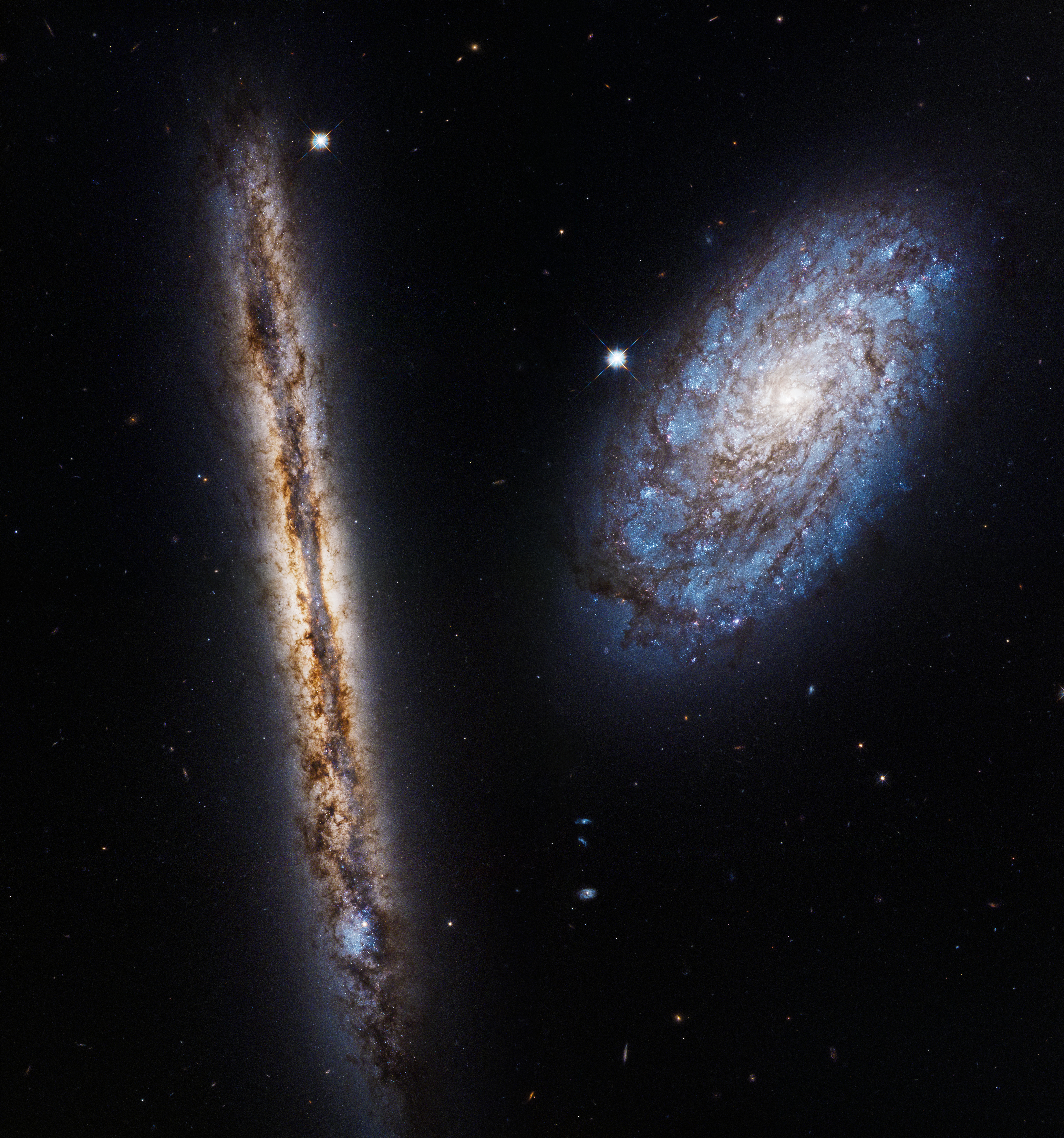
A 27-a aniversare - aprilie 2017 – Interacțiune de galaxii NGC 4302 și NGC 4298

## A 28-a aniversare (2018)

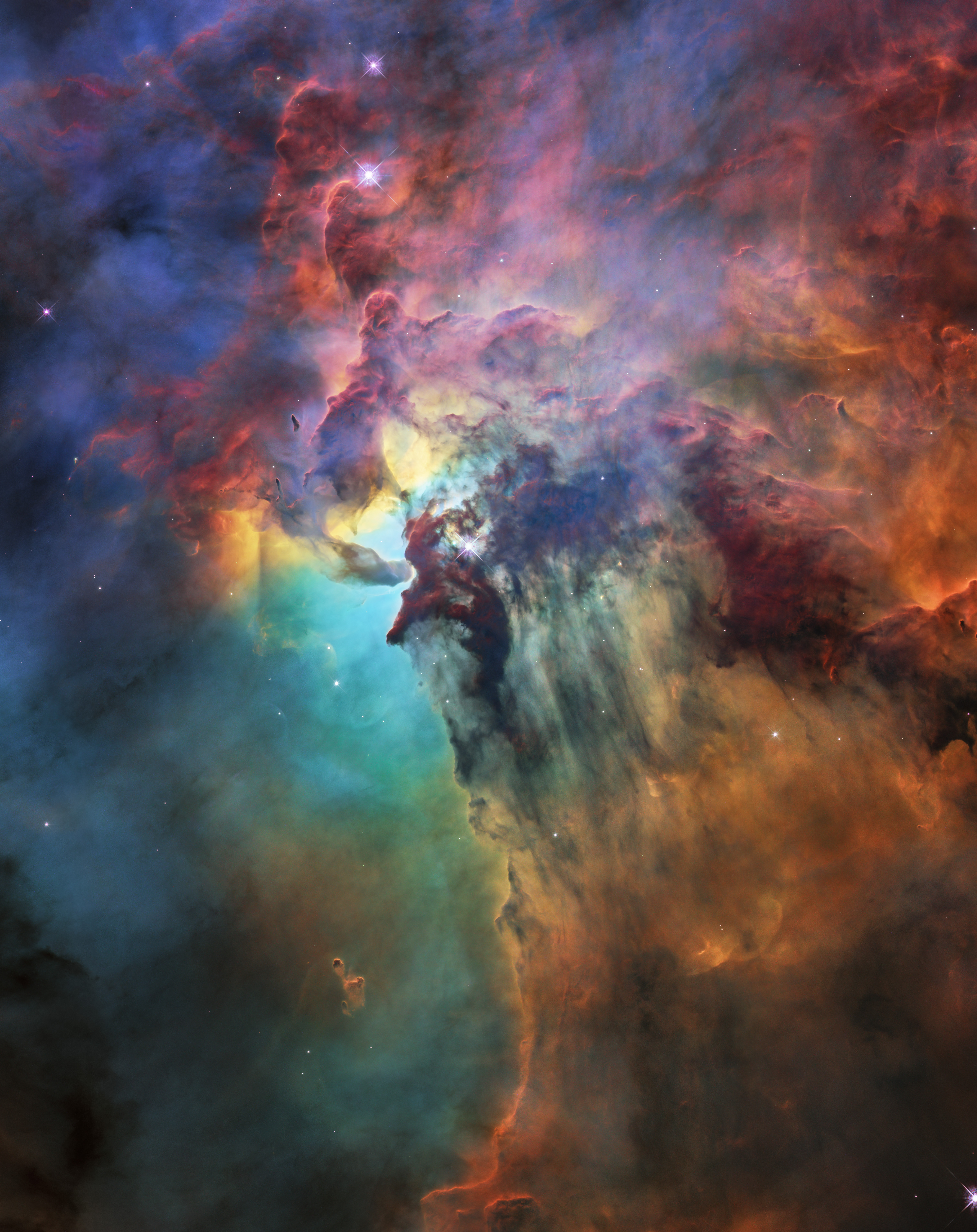
A 28-a aniversare - aprilie 2018 – O porțiune din Nebuloasa Lagună.

## A 29-a aniversare (2019)
În aprilie 2019, a fost lansată o imagine specială a Nebuloasei Crabului de Sud. Această nebuloasă este localizată în Constelația Centaurul.

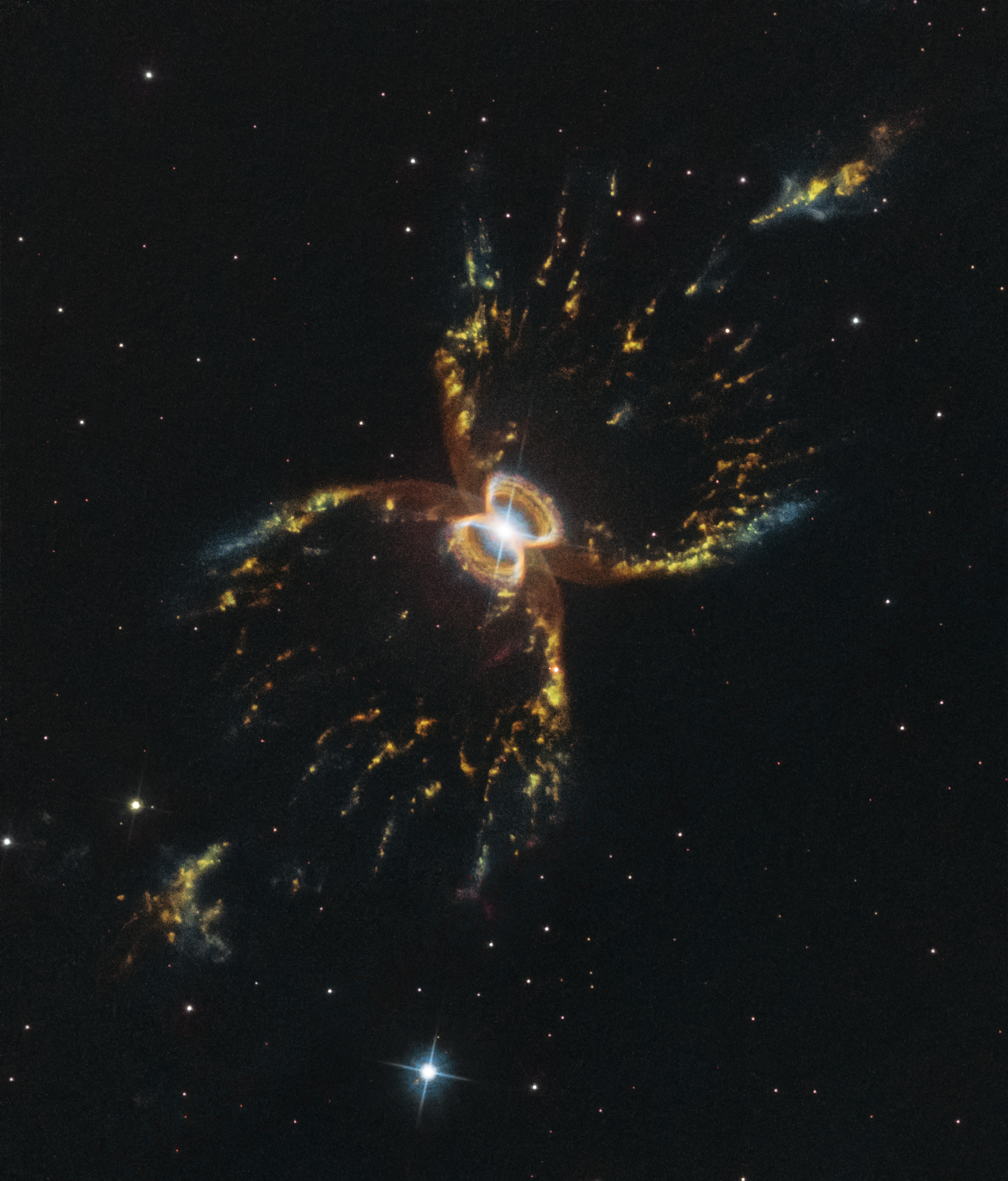
A 29-a aniversare - aprilie 2019 – Nebuloasa Crabului de sud

## A 30-a aniversare (2020)
NASA a marcat cea de-a 30-a aniversare printr-o fotografie ce surprinde nașterea stelelor. Imaginea a primit titlul de „Recif cosmic”  datorită asemănării sale cu o lume subacvatică.

A 30-a aniversare – aprilie 2020 – Nebuloasa gigantică NGC 2014 și vecina sa NGC 2020, care împreună fac parte dintr-o vastă regiune de formare a stelelor din Marele Nor al lui Magellan.

## A 31-a aniversare (2021)

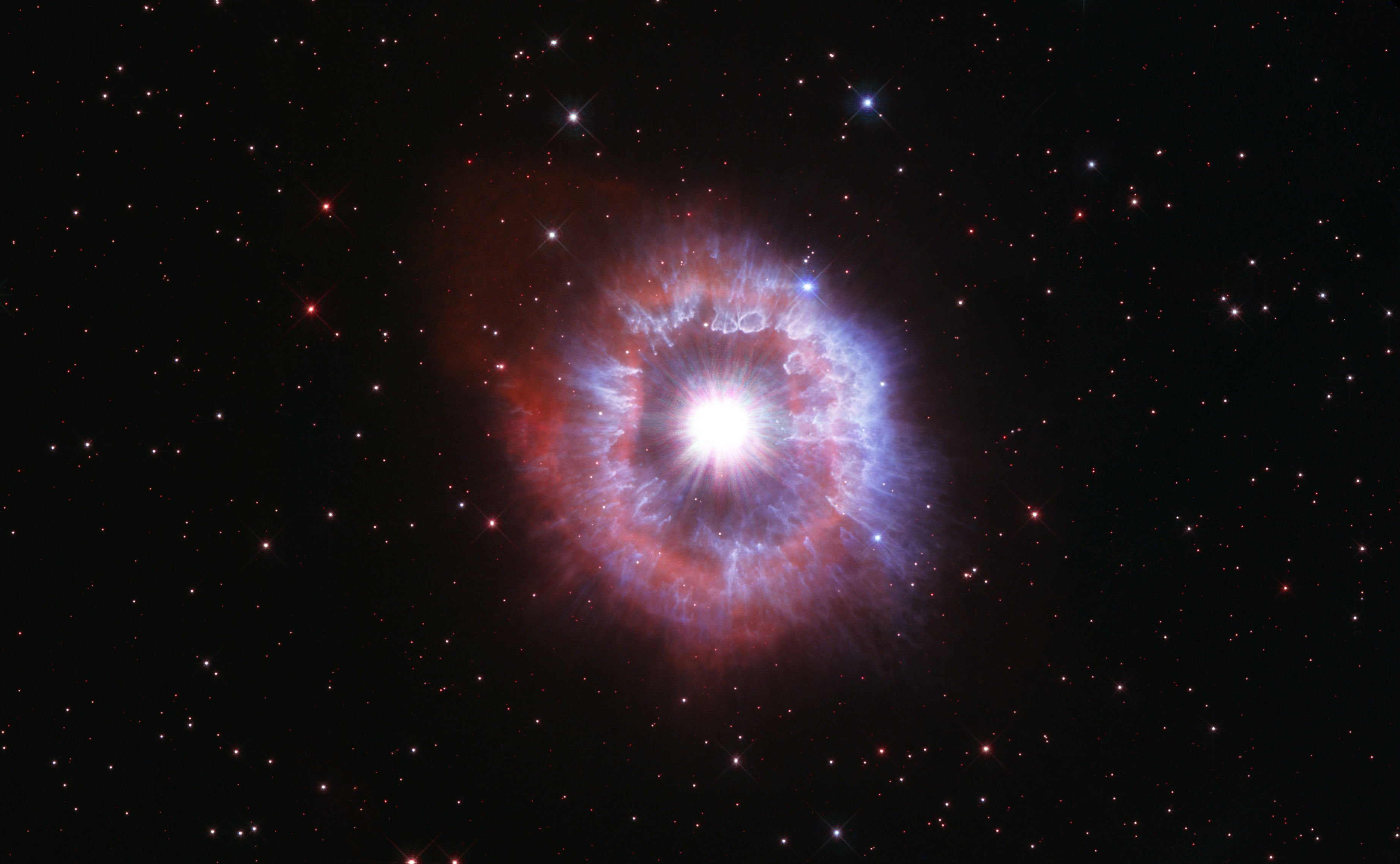
A 31-a aniversare – aprilie 2021 – Imaginea arată steaua AG Carinae situată la aproximativ 20 de ani-lumină distanță care încearcă să mențină stabilitatea între presiunea radiației îndreptată spre exterior și gravitație pentru a evita autodistrugerea.

## A 32-a aniversare (2022)

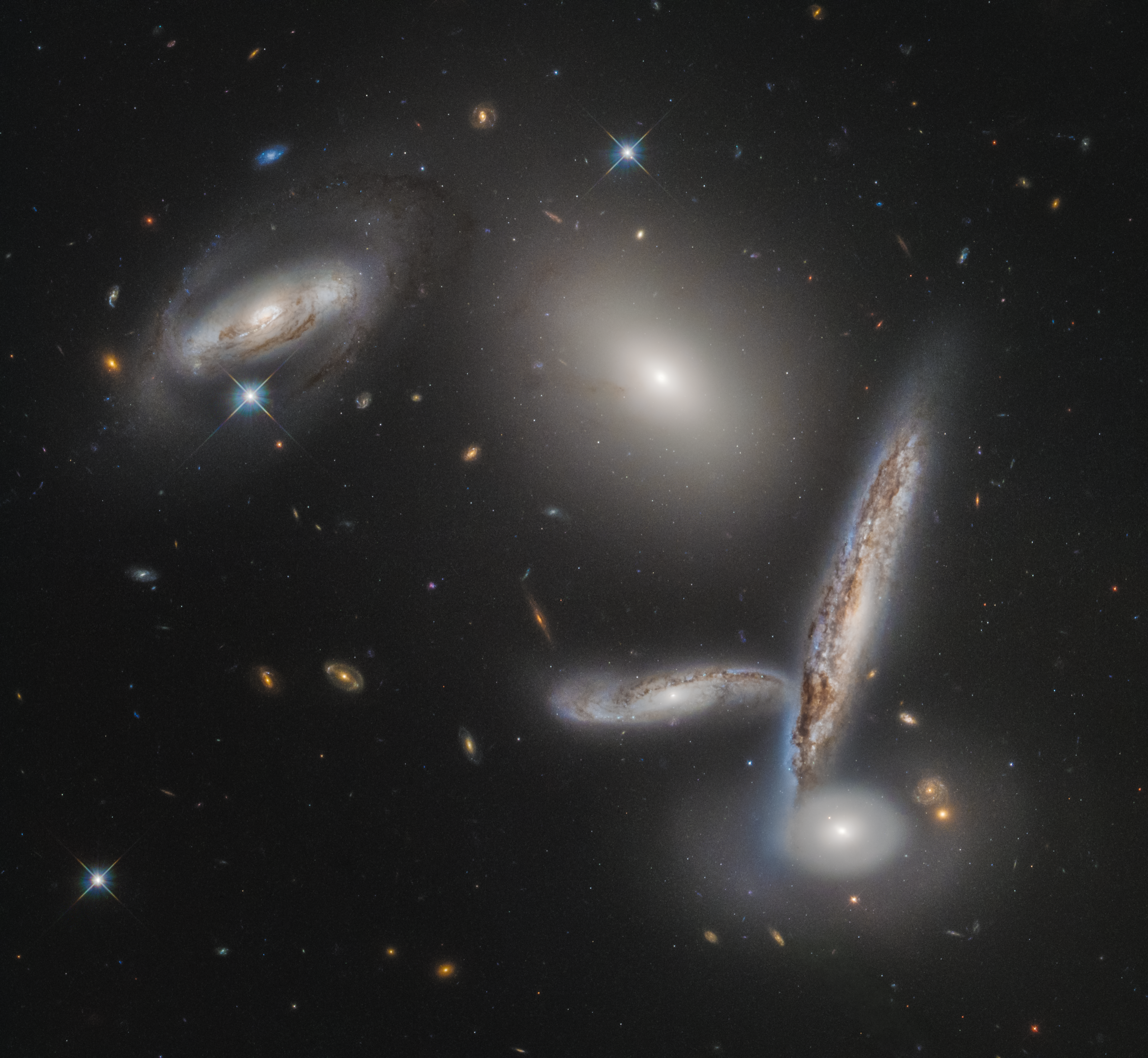
A 32-a aniversare – aprilie 2022 – Imaginea arată o colecție neobișnuită de cinci galaxii, numită Grupul Compact a lui Hickson. Trei galaxii în formă de spirală, o galaxie eliptică și o galaxie lenticulară, aceste galaxii diferite și-au încrucișat drumurile în evoluția lor creând o zonă de galaxii excepțional de aglomerată.

## A 33-a aniversare (2023)

A 33-a aniversare – aprilie 2023 – Imaginea unei regiuni de formare a stelelor din apropiere, NGC 1333. Nebuloasa se află în norul molecular Perseus și este situată la aproximativ 960 de ani lumină distanță.